# Скрипково (Тверская область)
Скрипково  — поселок в Торжокском районе Тверской области. Входит в состав Борисцевского сельского поселения.

## География
Находится в центральной части Тверской области на расстоянии приблизительно 6 км на юго-запад по прямой от районного центра города Торжок южнее железнодорожной линии Торжок-Соблаго.

## История
Здесь была отмечено поселение еще на карте Менде (состояние местности на 1848 год). В 1859 году тут (деревня Новоторжского уезда Тверской губернии) было учтено 5 дворов, в 1941 — 6.

## Население
Численность населения: 28 человек (1859 год), 2 (русские 100 %) в 2002 году, 0 в 2010.